# Дорен (Емсланд)
Дорен (њем. Dohren) општина је у њемачкој савезној држави Доња Саксонија. Једно је од 60 општинских средишта округа Емсланд. Према процјени из 2010. у општини је живјело 1.136 становника. Посједује регионалну шифру (AGS) 3454009.

## Географски и демографски подаци
Дорен се налази у савезној држави Доња Саксонија у округу Емсланд. Општина се налази на надморској висини од 25 метара. Површина општине износи 25,6 km². У самом мјесту је, према процјени из 2010. године, живјело 1.136 становника. Просјечна густина становништва износи 44 становника/km².